# Eeli Tolvanen
Eeli Tolvanen (Vihti, Finlandia, 22 de abril de 1999) es un jugador profesional finlandés de hockey sobre hielo que se desempeña en la posición de extremo derecho en Seattle Kraken, equipo de la National Hockey League (NHL).

## Carrera
Fue seleccionado en la primera ronda en la NHL Entry Draft de 2017. Hizo su debut en la NHL con el equipo Nashville Predators, en el cual jugó cinco temporadas (2017-2019, 2020-2022), después pasó a Seattle Kraken, donde lleva jugando dos temporadas.